# 선고유예
선고유예(宣告猶豫)라 함은 형의 선고를 하여야 할 경우에 그 선고를 유예해 두었다가 일정한 기간이 경과하면 면소(免訴)된 것으로 보도록 하는 제도이다. 이것은 특히 단기 자유형(短期自由刑) 같은 데서 필요성이 생기는 것인데 특별 예방의 목적을 달성하기 위하여는 형의 선고를 하지 않고 범인의 개과(改過)를 기다리는 것이 도리어 효과적이라는 고려에서 새 형법이 새로이 설정한 제도이다. 형의 선고 자체를 유예한다는 점에서 형의 선고는 있었으나 그 집행을 유예할 뿐인 집행유예와 구별된다. 선고유예는 1년 이하의 징역이나 금고·자격정지 또는 벌금의 형을 선고할 경우에 형의 양정에 관한 사항(형법 51조)을 참작하여 개전(改悛)의 정상이 현저하고 자격정지 이상의 형을 받은 전과가 없는 자에 한하여 행할 수 있다(형법 59조 1항). 형을 병과할 경우에도 형의 전부 또는 일부에 대하여 그 선고를 유예할 수 있다(형법 제59조 2항). 선고유예를 받은 날로부터 2년을 경과한 때에는 면소된 것으로 간주한다(형법 60조). 그러나 선고유예를 받은 자가 유예기간 중 자격정지 이상의 형에 처한 판결이 확정되거나 자격정지 이상의 형에 처한 전과가 발견된 때에는 유예한 형을 선고한다(형법 61조).
다만 선고가 유예된 형에 벌금형을 선택하면서 그 금액을 정하지 않은 채 선고유예 판결을 하는 것은 위법하다.
형의 선고를 유예하는 경우에 재범방지를 위하여 지도와 원호가 필요한 때에는 1년의 보호관찰을 받을 것을 명할 수 있다.
선고유예의 조건으로 사회봉사명령, 수강명령을 부과할 수 없다. 주형과 부가형이 있는 경우 주형을 선고유예하면서 부가형도 선고유예할 수 있지만, 주형을 선고유예하지 않으면서 부가형만을 선고유예할 수는 없다.
집행유예의 경우 법원이 1년 이상 5년 이하의 기간 내에서 유예기간을 정할 수 있는 것과 달리 선고유예의 경우 유예기간이 2년으로 정하고 있다.
형의 선고유예가 자격정지 이상의 확정판결 전력이 있는 때에 판결할 수 없는 것과 달리 형의 면제는 제한 요건이 없다.

## 판례
- 선고유예의 요건으로서 '개전의 정상이 현저한 때’

선고유예의 요건 중 ‘개전의 정상이 현저한 때’라고 함은, 반성의 정도를 포함하여 널리 형법 제51조가 규정하는 양형의 조건을 종합적으로 참작하여 볼 때 형을 선고하지 않더라도 피고인이 다시 범행을 저지르지 않으리라는 사정이 현저하게 기대되는 경우를 가리킨다고 해석할 것이고, 이와 달리 여기서의 ‘개전의 정상이 현저한 때’가 반드시 피고인이 죄를 깊이 뉘우치는 경우만을 뜻하는 것으로 제한하여 해석하거나, 피고인이 범죄사실을 자백하지 않고 부인할 경우에는 언제나 선고유예를 할 수 없다고 해석할 것은 아니다. 결국 해당 조항은 의미가 없어 법원이 피고인에 대해 특혜를 제공하기 위한 근거로 작용한다.
- 반값등록금을 주장하며 시위를 벌인 혐의(집시법 및 도로교통법 위반)로 기소된 서울지역 대학생 124명이며 이중 벌금형 115명, 기소유예 8명이고 2011년 11월부터 2012년 10월 15일까지 처리된 사건 중 선고 유예비율은 54%이다.[7]

- 2012년 10월 8일 최필립 정수장학회 이사장과 이진숙 MBC 기획홍보부장 등의 지분 매각 논의를 휴대전화로 녹음한 뒤 보도한 최성진(43) 한겨레신문사 기자에 대한 통신비밀보호법 위반 혐의에 대해 서울중앙지법(형사5단독 이성용 판사)는 매각 논의를 청취한 것은 유죄로 인정했지만, 녹음·보도행위에 대해서는 무죄로 판단해, 징역 4월에 자격정지 1년의 선고를 유예했고 서울중앙지법 형사합의4부(안승호 부장판사)는 2통신비밀보호법위반 혐의로 기소돼 징역 4월에 자격정지 1년을 선고했던 원심을 깨고 징역 6월에 자격정지 1년을 선고했으며 대법원은 이를 확정하였다.[8] 조희연(59) 서울시교육감이 2014년 6·4 지방선거에서 서울시교육감 후보로 출마해 경쟁자에 대한 미국 영주권 보유 의혹을 제기해 허위사실을 공표한 혐의로 1심 재판부는 벌금 500만원을 선고했으나 국민참여재판으로 진행된 1심에서 배심원 7명은 전원 만장일치로 '유죄' 의견을 냈고 이중 6명이 벌금 500만원을 제시했다.

하지만 항소심 재판부는 "상대 후보자에 대한 무분별한 의혹 제기나 일방적인 흑색선전으로 유권자의 선택을 흐리기 위한 것으로 평가하기 어렵다"는 이유로 벌금 250만원의 선고 유예를 판결했다.
- 제20대 국회의원 선거 당일인 2016년 4월 13일 시민기자가 내부사이트에 등록한 글 가운데 특정 후보자나 새누리당(자유한국당)에 반대하는 내용을 거의 수정하지 않고 게재 가능한 기사로 등록해 외부에 공개한 혐의로 기소된 내용에는 '세월호 모욕 후보', '성소수자 혐오 의원', '반값등록금 도둑' 등의 표현과 "당신의 한 표가 (이런 후보를) 걸러낼 수 있다"고 나오며 1심은 "해당 글은 통상적 칼럼의 범주 안에 있고, 단순한 의견개진 및 의사표시를 넘어 선거운동에 해당한다고 보이지 않는다"며 "선거일 당일에도 정치적 표현의 자유와 언론의 비판 기능은 선거 공정을 침해하지 않는 범위 안에서 최대한 보장돼야 한다"면서 무죄를 선고했으나 2심은 "해당 칼럼은 특정정당과 후보자를 직접 거명하며 그에 대한 부정적 인식을 환기하는 내용을 담아 투표참여를 권유하고 있다"며 "공직선거법상 '선거운동기간이 아닌 때'에 칼럼 등록이 이뤄졌으므로 유죄"라고 판단한 뒤 벌금 50만원의 선고를 유예했다. 대법원은 "선거운동이 허용되는 기간 중 행한 투표 권유 행위는 처벌되지 않는다"면서도 "해당 사건은 선거운동이 금지된 선거 당일에 이뤄진 투표권유행위이므로 처벌대상이 된다"고 밝혔다.(대법원2019도4835)[10]
- 주형에 대하여 선고를 유예하는 경우에는 그 부가할 몰수 추징에 대하여도 선고를 유예할 수 있으나, 그 주형에 대하여 선고를 유예하지 아니하면서 이에 부가할 몰수 추징에 대하여서만 선고를 유예할 수는 없다.

- 선고유예의 실효사유인 ‘형의 선고유예를 받은 자가 자격정지 이상의 형에 처한 전과가 발견된 때’란 형의 선고유예의 판결이 확정된 후에 전과가 발견된 경우를 말한다[12]
- ‘개전의 정상이 현저한 때’란 다시 범행을 저지르지 않으리라는 사정이 현저하게 기대되는 경우를 가리키는 것이지 반드시 죄를 깊이 뉘우치고 있는 경우만을 뜻하거나, 범죄사실을 자백하지 않고 부인하는 경우 언제나 선고유예를 할 수 없다고 해석할 것은 아니다[13]

## 참고 문헌
- 손동권, 『체계적 형법연습』, 율곡출판사, 2005. (ISBN 8985177915)[쪽 번호 필요]

## 같이 보기
- 집행유예